# Chronologie de l'Écosse
Pour un article plus général, voir histoire de l'Écosse.

## Préhistoire et protohistoire
- entre -8000 et -7000 : premières occupations humaines
- vers -3000 : apparition de l'agriculture et de l'élevage
- entre -2000 et -1000 : (âge du bronze) édification des monolithes (Brodgar, Callanish, Stenness, Cairnpapple)
- entre -800 et -100 : âge du fer britannique
- vers -500 : arrivée probable des Celtes

## Antiquité
- 79 : conquête du sud de l'Écosse par Agricola. Première mention historique du pays sous le nom de Caledonia, par Tacite.
- 82 : attaque des Caledonii contre les Romains
- 83 : victoire d'Agricola à Mons Graupius : bataille du Mont Graupius.
- vers 118 : construction du Mur d'Hadrien.
- vers 139 : construction du Mur d'Antonin.
- 140 : Siège de Burnswark (en).
- 211 : repli des Romains sur le mur d'Hadrien.
- 305-306 : première utilisation du mot Pictes, à l'époque de l'empereur romain Constance Chlore.
- 367-368 : Grande conspiration de 367-368.
- vers 410 : les Romains quittent l'île de Bretagne.
- vers 470 : formation du royaume de Gododdin par les Votadini.
- Ve siècle : début de la pénétration des tribus Scots, ou scotti ou scoti, en provenance d'Irlande du Nord dans les Hébrides et sur la côte occidentale de l'Écosse.

## Moyen Âge
- 547 : prise par les Angles de la forteresse de Bamburgh et formation du royaume de Bernicie.
- 563 : Colomba d'Iona (saint Colomba) s'installe dans l'île d'Iona : Abbaye d'Iona.
- 574 : formation du royaume gaël de Dál Riata par Áedán mac Gabráin.
- 580 : règne de Rhydderch Hael au Royaume de Strathclyde.
- 584 : mort de Brude mac Maelchon, roi des Pictes du Nord.

### 600
- 604 : Æthelfrith, roi de Bernicie, fonde le royaume de Northumbrie
- 613 : défaite des Britons par les Anglo-Saxons à Chester.
- 672-693 : règne de Brude III des Pictes.
- 685 : défaite des Anglo-Saxons par les Pictes à la bataille de Nechtansmere.
- 697 : roi picte Brude mac Der Ilei co-signataire du Cáin Adomnáin (en) (Loi des Innocents).

### 700
- 717 : expulsion du clergé d'Iona par le roi picte Nechtan mac Der Ilei (et l'évêque picte Curetán).
- VIIIe siècle : unification éphémère sous le roi picte Oengus Ier (roi de 732 à 761).
- 778 : mort de Áed Find, roi de Dál Riata.
- 794 : premier passage dévastateur viking.

### 800
- IXe siècle : premières incursions scandinaves suivies de la colonisation du nord et du nord-ouest.
- Les frères Constantin Ier († 820) et Óengus II des Pictes († 834) réunissent les deux royaumes.
- Eòganán mac Angus, fils d'Oengus II, roi des Scots et des Pictes (834-839).
- 839 : victoire des Vikings sur les Scots et les Pictes. Mort du roi Eòganán.
- 843 : fusion des royaumes des Scots et des Pictes sous le règne du roi scot Kenneth Mac Alpine.
- Aedh mac Kenneth, roi des Scots et des Pictes (877-878)
- Eochaid mac Run, roi des Scots et des Pictes (878-889)
- Giric, roi des Scots et des Pictes (878-889)
- Xe siècle : le royaume des Scots (Scotland) s'étend mais les Norvégiens dominent toujours le nord et les îles ainsi que Northumbrie conteste le Lothian.

### 900
- 900-943 : règne de Constantin II (roi d'Écosse).
- 924 : Constantin II ainsi que les souverains de Northumbrie, Strathclyde et d'York, reconnaissent le souverain anglais, Édouard l'Ancien de « père et seigneur ».
- Vers 950, Malcolm Ier occupe le Lothian
- 973 : Kenneth II reconnaît le roi d'Angleterre Edgar comme seigneur et se voit reconnaître le Lothian.

### 1000
- XIe siècle : sous le règne de Malcolm III l'unité religieuse chrétienne se réalise.
- 1012 : bataille de Cruden Bay.
- 1015 : Duncan petit-fils du roi Malcolm II, devient roi de Strathclyde. En 1034, il succède à son grand-père réunissant les deux royaumes.
- 1040-1057 : règne du Picte Macbeth.
- 1058-1093 : règne de Malcolm III.
- 1072 : Malcolm III Canmore prête hommage à Guillaume le Conquérant, maître de l'Angleterre depuis la bataille de Hastings en 1066.

### 1100
- XIIe siècle : David Ier favorise l'éclosion de la féodalité et l'installation des monastères. Traité de Falaise par lequel Guillaume Ier le Lion rend hommage au roi d'Angleterre Henri II Plantagenêt à la suite de la défaite d'Alnwick.
- 1124-1153 : règne de David Ier (roi d'Écosse)
- 1150 : Fondation  du bourg de St Andrews par l’évêque Robert
- 1164 : Mort de Somerled
- 1165-1214 : règne de Guillaume le Lion
- 1174 : défaite d'Alnwick
- 1174 : signature par Guillaume le Lion du Traité de Falaise de vassalité au roi d'Angleterre
- 1192 : Publication par le pape Célestin III de la bulle Cum Universi (en) qui proclame l’église d’Écosse comme fille de Rome et la fait directement relever du Saint-Siège
- 1198 : Naissance d’Alexandre II

### 1200
- 1214 - Début du règne d’Alexandre II
- 1215 - Magna Carta, la grande charte qui fait céder le roi d’Angleterre et libère le roi écossais du traité de Falaise
- 1215 à 1242 - Campagne d’Alexandre contre les comtes et chefs de clans rebelles
- 1216 - Pillage de Carlisle
- 1222 - Assassinat de l'évêque de Caithness et confiscation du comté. Le comte de Caithness est destitué
- 1240 - Construction de la cathédrale de Glasgow
- 1244 - Signature du traité de Newcastle par lequel Alexandre s’engage à ne conclure aucune alliance avec les ennemies de l’Angleterre, à moins d’être attaqué le premier
- 1249, 3 juillet - Alexandre II décède à Oban en combattant le seigneur des îles Duncan
- 1250 - Canonisation de la reine Marguerite
- 1251 - Alexandre III rencontre Henri III d’Angleterre à York. Il demandera la main de sa fille contre un serment pour ses fiefs anglais.
- 1261-1266 : Conquête des îles Hébrides par Alexandre III.
- 1262-1266 : Guerre écosso-norvégienne.
- 1263 : Bataille navale de Largs qui aboutit à la dispersion de la flotte scandinave.
- XIIIe siècle : Alexandre III reconquiert les îles de l'ouest par le traité de Perth (1266, 2 juillet). La Norvège livre les Hébrides et l’île de Man au roi d’Écosse, pour 4 000 marcs
- 1272 - Naissance de William Wallace
- 1281 - Mariage de la princesse Marguerite, fille aînée d’Alexandre III, avec le roi Eric II de Norvège
- 1285, 14 octobre - Mariage d’Alexandre III avec Yolande de Dreux
- 1286 - Nomination  des « six gardiens d'écosse » pour administrer le royaume en attendant  la succession : William Fraser de St. Andrews, Robert Wishart de Glasgows, Duncan de Fife, Alexander Comyn de Buchan, John Comyn de Badenoch et James Stewart
- 1286, septembre - Robert Bruce réunit ses partisans et devient candidat à la succession
- 1287, printemps - Les écossais demande une intervention anglaise du roi Edouard Ier pour maintenir l’ordre dans le pays
- 1290 - Convocation par Edouard Ier à Salisbury pour une conférence avec l’Écosse. Il offre de marier l’héritière du trône à son propre héritier
- 1290, juillet -  Réunion à Birgham entre l’Angleterre et l’Écosse : proposition d’une union des deux états par le mariage de leurs héritiers respectifs, qui est accepté par les députés écossais (Traité de Brigham)
- 1290, septembre - Décès de l’héritière du trône d’Écosse à Kirkwall
- 1291, 10 mai - En réponse à l’appel de l'évêque de St. Andrew (William Fraser), le roi d’Angleterre convoque les nobles et prélats d’Écosse à Norham sur la rive anglaise de la Tweed, pour choisir le nouveau roi d’Écosse
- 1291, juin - Edouard I exige que lui soit remis l’ensemble des châteaux royaux, en attendant qu’il tranche en faveur de Robert Bruce ou Jean Balliol, tous deux prétendant à la couronne d’Écosse
- 1292, juillet - Nomination d’une commission par Edouard Ier, qui désigne Jean Balliol comme héritier de la couronne
- 1292, 17 novembre - Jean Balliol est proclamé par Edouard Ier « seigneur supérieur du royaume d’Ecosse » en présence du parlement réunit à Berwick. Il renouvellera en Angleterre son serment féal envers Edouard Ier, dont il est clairement l’homme-lige.
- 1294 - Humiliation de Jean Balliol, à la suite de la condamnation et de la destitution de Macduff par le parlement. Ce dernier lance un procès contre le roi d'Écosse, en Angleterre. Jean Balliol est sommé par Edouard Ier de s’y rendre pour répondre de ces accusations. Il a alors 6 mois pour préparer sa défense.
- 1295 : signature d'un traité d'alliance entre le roi de France Philippe le Bel et Jean Balliol (Auld Alliance).
- 1295, 23 octobre - Jean Balliol promet son aide aux français dans leur guerre contre les Anglais, en échange de leur soutien contre Edouard Ier, si ce dernier venait à attaquer l'Écosse
- 1296, 5 avril - Jean Balliol rompt ses serments envers l’Angleterre
- 1296 : Édouard Ier d'Angleterre lance plusieurs campagnes pour conquérir l'Écosse. Menés par des chefs comme William Wallace, Andrew Moray, James Douglas ou Robert Bruce, les Écossais résistent à l'envahisseur.
- 1296 - Berwick est prise par les Anglais
- 1297 - Début de la révolte écossaise mené par William Wallace
- 1298 - L'épopée de William Wallace se termine par la bataille perdu de Falkirk
- Entre 1298 et 1304 - Nomination par une assemblée de chefs écossais des nouveaux gardiens du royaumes : John Comyn, John de Soules, Robert Bruce le Jeune et L’évèque Lamberton de St. Andrews

### 1300
- 1302, 16 février - Soumission de Robert Bruce à Edouard Ier. Il épouse alors Élisabeth de Burgh, fille du comte d’Ulster
- 1303, février - Victoire des écossais à Roslin
- 1304, juillet - Capitulation du château de Stirling, qui était le dernier bastion d’indépendance et clef de la route des Highlands. L'année marque également la soumission des Comyn, qui étaient devenus l’âme de la résistance
- 1305, 23 août - Mise à mort de William Wallace
- 1305 - Convocation par Edouard Ier des états du royaume d’Écosse à Perth
- 1306, 10 février - Robert Bruce s’empare du château de Dumfries à la suite du meurtre de sang-froid
- 1306, 27 mars - Couronnement de Robert Bruce par l’évêque de Glasgow
- 1307 - Après son exil en Irlande, Robert Bruce revient en écosse et s’empare par surprise du château Turnberry
- 1307, 10 mai - Victoire de Robert Bruce sur une troupe anglaise à Loudon Hill
- 1307-1314 - Robert Bruce lutte pour libérer l’Écosse
- 1313 - Stirling est assiégé par le frère de Bruce. À la suite du pourparler, Anglais et Écossais se préparent à une longue bataille et rallient « tous les hommes du pays »
- 1314, 23 et 24 juin - Bataille de Stirling marqué par la victoire écossaise
- 1314 : victoire de Bannockburn.
- 1318 - Berwick tombe dans les mains des écossais
- 1320 : déclaration d'Arbroath.
- 1326 : traité de Corbeil (renouvellement du traité franco-écossais).
- 1328 : traité de Northampton qui reconnaît l'indépendance de l'Écosse. Mais les hostilités ne sont pas tout à fait terminées.
- 1371 : Robert II Stewart accède au trône. C'est le premier d'une longue lignée de Stuarts dont beaucoup ne mourront pas de vieillesse.

### 1400
- 1406 : Jacques Ier est roi d'Écosse mais ne règne vraiment que de 1424 à 1437.
- 1437 : Jacques II succède à son père.
- 1460 : Jacques III roi d'Écosse.
- 1488 : à la mort de son père, Jacques IV hérite du trône.

## Renaissance et Époque moderne
- 1513 : Jacques IV est tué à la bataille de Flodden, Jacques V lui succède.
- 1542 : Marie Stuart, fille de Jacques V et de Marie de Guise, devient reine d'Écosse.
- 1548 : Marie est envoyée en France où elle est fiancée au dauphin. Elle l'épouse en 1558.
- 1559 : le dauphin devient roi de France sous le nom de François II. Marie Stuart est reine de France.
- 1560 : le roi de France meurt de maladie. Marie retourne en Écosse en 1561.
- 1567 : Jacques VI succède à sa mère Marie Ire qui a abdiqué à la suite de la défaite de Carberry Hill.
- 1587 : Marie, qui est exilée depuis 19 ans en Angleterre, est accusée de complot et exécutée.
- 1603 : décès d'Elisabeth, reine d'Angleterre sans héritier. Jacques VI, roi d'Écosse, lui succède sur le trône d'Angleterre.
- 1625-1649 : Charles Ier règne sur l'Angleterre. Il est couronné roi d'Écosse en 1633.
- 1638 : signature du National Covenant pour le soutien du presbytérianisme.
- 1649 : Charles Ier, soutenu par les Écossais est exécuté.
- 1650 : Olivier Cromwell occupe l'Écosse après la bataille de Dunbar.
- 1660-1685 : restauration de Charles II grâce à l'appui des Écossais.
- 1666 : insurrection des Pentland et Bataille de Rullion Green.
- 1687 : institution de l'Ordre du Chardon par le roi d'Angleterre Jacques II, qui est aussi le roi d'Écosse sous le nom de Jacques VII.
- 1690 : débarquement de Kinsale, par le roi Jacques II avec 10 000 soldats de Louis XIV, débuts du jacobitisme.
- 1692 : massacre de Glencoe.
- 1698 : le projet Darién nait de la création de la Compagnie du Darién.
- 1707 : union des Parlements et des deux couronnes d'Angleterre et d'Écosse.
- 1715-1745 : plusieurs soulèvements de Jacobites, partisans des Stuarts.
- 1715 : bataille de Sheriffmuir.
- 1719 : bataille de Glen Shiel.
- 1745-1746 : Charles Édouard Stuart (Bonnie Prince Charlie) conduit un soulèvement qui se termine par la défaite de Culloden.
  - Cette victoire incite les Anglais à pacifier toute l'Écosse : des routes sont tracées et des ponts construits pour faciliter les déplacements des troupes ; les paysans sont chassés de leurs terres lors des Highland Clearances et émigrent en Amérique.

## Histoire contemporaine
- 1850 : le chemin de fer relie l'Écosse au sud de l'Angleterre.
- 1886 : le Crofters Act protège les petits fermiers et met fin à l'épuration des Highlands.
- 1999 : l'Écosse retrouve son Parlement, dont le siège est inauguré le 9 octobre 2004.
- 2014 : Référendum sur l'indépendance de l'Écosse